# Martellidendron androcephalanthos
Martellidendron androcephalanthos là một loài thực vật có hoa trong họ Dứa dại. Loài này được (Martelli) Callm. & Chassot mô tả khoa học đầu tiên năm 2003.